# Баркалаев, Абдулгаджи Шапиевич
Абдулгаджи́ Шапи́евич Баркала́ев (16 декабря 1953, Тляратинский район, Дагестанская АССР — 3 августа 2019, Махачкала) — советский дзюдоист, чемпион и призёр чемпионатов СССР, победитель Спартакиады народов СССР 1979 года, призёр чемпионата Европы, чемпион Европы по дзюдо среди ветеранов, директор СДЮСШОР г. Махачкала по дзюдо, Заслуженный тренер СССР.

## Спортивные результаты
- Чемпионат СССР по дзюдо 1973 года — ;
- Чемпионат СССР по дзюдо 1974 года — ;
- Чемпионат СССР по дзюдо 1977 года — ;
- Чемпионат СССР по дзюдо 1979 года — ;

## Семья
Отец призёра чемпионатов России по дзюдо, тренера Джабраила Баркалаева.

## Смерть
Умер 3 августа 2019 года.